# Crónica de Macarie
La Crónica de Macarie es una crónica histórica de Moldavia escrita por el obispo de Roman y erudito Macarie, que describe el periodo 1504-1551 de la historia de Moldavia.

## Composición y breve resumen
El obispo Macario es conocido como autor de una Crónica en lengua eslava en dos versiones: la primera abarca los acontecimientos desde la muerte de Esteban el Grande (1504) hasta 1541, y la segunda desde 1541 hasta 1551. La figura central de la Crónica es Petru Rareș.
El objetivo declarado de Macarie era «continuar la línea de la narración y traerla a los reinados de nuestros tiempos, no para hincharnos con ínfulas retóricas, sino para cumplir los mandatos principescos del brillante, y para sus enemigos, temible, Pedro el gobernante...» y «no dejar que los hechos ocurridos en tiempos y reinados pasados queden cubiertos por la tumba del olvido, sino para restituirlos a la historia».
La crónica de Macarie es una crónica literaria, en la que utiliza un estilo retórico, con figuras poéticas y tendencias claramente moralizantes y religiosas, para glorificar la personalidad de Petru Rareș, cuyas cualidades exagera. La crónica termina en 1541, cuando Petru Rareș volvió al trono por segunda vez. El historiador Ioan Bogdan (1864-1919) también descubrió otra versión de la Crónica de Macario en un códice misceláneo del siglo XVII de la Biblioteca Imperial de Petersburgo, que está intercalada en la Crónica de Azarie.
La segunda versión abarca el segundo reinado de Petru Rares y termina en 1551. Entre los acontecimientos narrados destacan la expedición de Petru Rareș contra el voivoda de Transilvania, Ștefan Mailat, y su cuidado de la iglesia, así como su muerte y el reinado de sus descendientes hasta 1551. El estilo de esta versión es similar al de la primera.